# Пйотр Дунін-Борковський
Пйотр Павел Марія Юзеф Ігнаци Єжи Дунін-Борковський (пол. Piotr Paweł Maria Józef Ignacy Jerzy Dunin-Borkowski; 1890, Львів — 1949, Рим) — граф, польський консервативний політик, державний діяч, публіцист.
На думку Івана Кедрина-Рудницького, «білий крук у польському політичному світі».

## Біографія
Один з головних діячів Львівської консервативної групи. Перед Першою світовою війною працював в дипломатичній службі Австро-Угорщини, потім був президентом відділу Союзу землевласників у Львові. Засновник Klubu Zachowawczej Pracy Państwowej.
1927–1928 — львівський воєвода.
1928–1929 — познанський воєвода.
Був пов'язаний з часописами Bunt Młodych і Polityka, редагуваними Єжи Ґедройцем (разом з Адольфом і Александром Бохенськими, Ксаверієм і Мєчиславом Прушинськими). Прихильник польсько-української співпраці перед лицем загрози з боку СРСР.
Під час Другої світової війни брав участь у переговорах у Львові між таємним урядом Польщі та Армією Крайовою і Українською Головною Визвольною Радою щодо взаємного припинення вогню і умов політичної співпраці.
Після війни був консулом ПНР у Римі, де помер після відомості про його відкликання до Варшави і де був похований.
Автор наукових розвідок і статей на політичну та історичну тематику, наприклад: Geneza parlamentaryzmu polskiego ("Генеза польського парламентаризму), Demokracja i Absolutum Dominium w okresie drugiej niepodległości Polski («Демократія і Absolutum dominium в часи другої незалежності Польщі»
Працівник періодичних видань пілсудчиків: Droga, Państwo Pracy, також пов'язаних з українофільським середовищем: Biuletyn Polsko-Ukraiński («Польсько-український бюлетень»), а після його закриття — Problemy Europy Wschodniej («Проблеми Східної Європи»). Експерт з української тематики міжвоєнного періоду, прихильник державної асиміляції та порозуміння з представниками меншостей. Критик проекту квітневої конституції від Безпартійного блоку. Творець пропозиції нового адміністративного поділу та реформи самоврядування.

## Публіцистика
- Проблєма сокальського кордону // «Діло», ч. 183, 21 серпня 1938 р. (передрук із «Польсько-українського бюлетеня»)